# Форд, Фейт
Фейт Форд (англ. Faith Ford; род. 14 сентября 1964, Алегзандрия, Луизиана) — американская актриса, широко известная по ролям в телесериалах «Мерфи Браун» (1988—1998) и «Королева экрана» (2003—2006).

## Ранняя жизнь
Алексис Форд родилась в Александрии, штат Луизиана. Она переехала в Нью-Йорк в возрасте 17 лет и стала моделью.

## Карьера
В 1983 году она дебютировала на телевидении в дневной мыльной опере «Одна жизнь, чтобы жить». Позже она появилась в другой мыльной опере — «Направляющий свет». Вскоре она решила строить карьеру в прайм-тайм кино и телевидения и переехала в Голливуд, где начала получать роли. В 1987 году она сыграла главную роль в недолгом комедийном сериале «Попкорновый ребёнок», а год спустя присоединилась к актёрскому ансамблю драмы «Тридцать-с-чем-то».
Форд достигла наибольшей известности по роли Корки Шервуд в комедийном сериале «Мерфи Браун», который просуществовал на экранах десять лет: с 1988 по 1998 год. Она получила пять номинаций на премию «Эмми» в категории «Лучшая актриса второго плана в комедийном сериале», а также две номинации на «Золотой глобус». После завершения шоу она сыграла главную роль в ситкоме Maggie Winters, который был закрыт после одного сезона, а после снялась в другом ситкоме The Norm Show, просуществовавшем три сезона.
Форд снялась вместе с Келли Рипа в ситкоме «Королева экрана», который выходил с 2003 по 2006 год на ABC. В 2004 году она опубликовала свою собственную кулинарную книгу Cooking with Faith. В кино она появилась в таких фильмах как «Норт» и «Лысый нянька: Спецзадание».